# Chinesische Bibliotheksklassifikation
Die chinesische Bibliotheksklassifikation (Kurzzeichen: 中国图书馆分类法, Pinyin: Zhongguo tushuguan fenleifa), bekannt auch als CLC (engl.: Chinese Library Classification), ist eine Bibliotheksklassifikation, die landesweit in Bibliotheken zur Ordnung der Bibliotheksbestände verwendet wird. 

## Die Hauptgruppen der Systematik

### Übersicht
- A. Marxismus-Leninismus, Maoismus und Theorie von Deng Xiaoping
- B. Philosophie und Religion
- C. Sozialwissenschaften
- D. Politik und Recht
- E. Militär
- F. Wirtschaft
- G. Kultur, Wissenschaft, Erziehung und Sport
- H. Sprachen und Schriften
- I. Literatur
- J. Kunst
- K. Geschichte und Erdkunde
- N. Naturwissenschaften allgemein
- O. Mathematisch-physikalische Wissenschaften und Chemie

### A
Marxismus-Leninismus, Maoismus und Theorie von Deng Xiaoping
- A1 Werke von Karl Marx und Friedrich Engels

A11 Werkausgabe
A119 Auszug
A12 Einzelbuch
A121 Vor 1848
A122 1848 bis 1863
A123 1864 bis 1872
A124 1873 bis Juni 1889
A125 1889 Juli bis 1895
A13 Brief, Tagebuch, Telegrafie und Besprechung
A14 Gedicht
A15 Handschrift
A16 Thematische Sammlung
A18 Zitat
- A2 Werke von Wladimir Lenin

A21 Werkausgabe
A219 Auszug
A22 Einzelbuch
A221 Vor 1904
A222 1905 bis 1907
A223 1908 bis 1912
A224 April 1912 bis Juni 1916
A225 1917
A226 1918 bis 1920
A227 1921 bis 1924
A23 Brief, Tagebuch, Telegrafie und Besprechung
A25 Handschrift
A26 Thematische Sammlung
A28 Zitat
- A3 Werke von Josef Stalin

A31 Werkausgabe
A319 Auszug
A32 Einzelbuch
A321 Vor 1918
A322 1918 bis 1920
A323 1921 bis 1925
A324 1926 bis 1929
A325 1930 bis 1934
A326 1935 bis Mai 1941
A327 Juni 1941 bis 1945
A328 1946 bis 1953
A33 Brief, Tagebuch, Telegrafie und Besprechung
A35 Handschrift
A36 Thematische Sammlung
A38 Zitat
- A4 Werke von Mao Zedong

A41 Werkausgabe
A419 Auszug
A42 Einzelbuch
A421 Vor 1924
A422 1924 bis Juli 1927
A423 August 1927年 bis Juni 1937
A424 Juli 1937 bis August 1945
A425 September 1945 bis September 1949
A426 Oktober 1949 bis 1976
A43 Brief, Tagebuch, Telegrafie und Besprechung
A44 Gedicht
A45 Handschrift
A46 Thematische Sammlung
A48 Zitat
- A49 Werke von Deng Xiaoping

A491 Werkausgabe
A491.9 Auszug
A492 Einzelbuch
A493 Brief, Tagebuch, Telegrafie und Besprechung
A495 Handschrift
A496 Thematische Sammlung
A498 Zitat
- A5 Werkzusammenstellung

A56 Thematische Sammlung
A58 Zitat
- A7 Lebenslauf und Biographie

A71 Karl Marx
A72 Friedrich Engels
A73 Vladimir Lenin
A74 Josef Stalin
A75 Mao Zedong
A76 Deng Xiaoping
- A8 Forschung

### B
Philosophie und Religion
- B-4 Erzieherische und populärwissenschaftliche Literatur der Philosophie

B-49 Lehrbuch und populärwissenschaftliche Literatur der Philosophie
- B0 Theorie der Philosophie

B0-0 Marxistische Philosophie
B01 Grundprobleme der Philosophie 
B013 Klassenzugehörigkeit und Praktikabilität der Philosophie
B014 Gegenstand, Zweck und Methodik der Philosophie
B015 Materialismus und Idealismus
B016 Ontologie
B016.8 Kosmologie
B016.9 Raum-Zeit-Theorie
B017 Erkenntnistheorie
B017.8 Determinismus und Indeterminismus
B017.9 Selbst-Theorie
B018 Werttheorie
B019.1 Materialismus
B019.11 Naiver Materialismus
B019.12 Mechanischer Materialismus
B019.13 Dialektischer Materialismus
B019.2 Idealismus
B02 Dialektischer Materialismus
B021 Materialtheorie
B021.2 Bewegungstheorie
B021.3 Zeit-Raum-Theorie
B021.4 Regelmäßigkeit der Materialbewegung
B022 Bewusstseinstheorie
B022.2 Objektive Regelmäßigkeit und Initiative
B023 Erkenntnistheorie, Reflexionstheorie
B023.2 Dialektischer Abfolge der Erkenntnis
B023.3 Wahrheitstheorie
B024 Materialistische Dialektik
B024.1 Interne und externe Ursachen
- B1 Allgemeine Philosophie

B12 Philosophie der Antike
B13 Philosophie des Mittelalters
B14 Philosophie der Neuzeit
B141 Philosophie des 17. Jahrhunderts
B142 Philosophie des 18. Jahrhunderts
B141 Philosophie des 19. Jahrhunderts
B15 Philosophie der Gegenwart
B151 Philosophie des 20. Jahrhunderts
B152 Philosophie des 21. Jahrhunderts
B17 Verbreitung und Entwicklung der marxistischen Philosophie
- B2 Chinesische Philosophie

B20 Materialismus und Idealismus
B201 Materialismus
B202 Idealismus
B21 Philosophie der Ursprünge
B22 Philosophie vor der Qin-Dynastie (bis 220 v. Chr.)
B221 Philosophie vor den Hundert Schulen
B222 Konfuzianismus
B222.1 Die Vier Bücher
B222.2 Konfuzius (Kǒng Qiū, * 551 v. Chr., † 479 v. Chr.)
B222.3 Schüler von Konfuzius
B222.4 Zisi (子思)
B222.5 Mengzi (Mèng Kē, * 372 v. Chr., † 289 v. Chr.)
B222.6 Xunzi (Xún Kuàng, * 313 v. Chr., † 238 v. Chr.)
B222.9 u. a.
B223 Daoismus
B223.1 Laotse (Lǐ Ĕr)
B223.2 Liezi (Liè Yǜkòu)
B223.3 Yang Zhu (Yáng Zhū, * 395 v. Chr., † 335 v. Chr.)
B223.4 Guanyinzi (关尹子)
B223.5 Zhuangzi (Zhuāng Zhōu, * 369 v. Chr., † 286 v. Chr.)
B223.9 u. a.
B224 Mohismus
B225 Schule der Namen
B225.1 Deng Xi (邓析, Dèng Xī, † 501 v. Chr.)
B225.2 Schule von Song Jian und Yin Wen
B225.3 Hui Shi (* 370 v. Chr., † 310 v. Chr.)
B225.4 Gongsun Longzi (Gōngsūn Lóng, * 320 v. Chr., † 250 v. Chr.)
B225.9 u. a.
B226 Legalismus
B226.1 Guan Zhong († 645 v. Chr.)
B226.2 Shang Yang (Gōngsūn Yāng, † 338 v. Chr.)
B226.3 Shen Dao (* 395 v. Chr., † 315 v. Chr.)
B226.4 Shen Buhai (* 385 v. Chr., † 337 v. Chr.)
B226.5 Han Fei (* 280 v. Chr., † 233 v. Chr.)
B226.6 Li Si († 208 v. Chr.)
B226.9 u. a.
B227 Yin-Yang-Schule
B228 Schule der Diplomaten (纵横家, Zonghengjia)
B228.1 Su Qin (苏秦)
B228.2 Zhang Yi
B229 Synkretismus (杂家)
B229.1 Shizi (尸子, * 390 v. Chr., † 330 v. Chr.)
B229.2 Lü Buwei († 235 v. Chr.)
B229.3 Kong Fu (孔鲋, * 264 v. Chr., † 208 v. Chr.)
B229.9 u. a.
B232 Allgemeine Philosophie der Qin- und Han-Dynastie (221 v. Chr. bis 220)
B233 Philosophie der Qin-Dynastie (221 v. Chr. bis 207 v. Chr.)
B234 Philosophie der Han-Dynastie (206 v. Chr. bis 220)
B234.1 Lu Jia (陆贾)
B234.2 Jia Yi (贾谊, * 220 v. Chr., † 169 v. Chr.)
B234.4 Huainanzi (Liú Ān, * 179 v. Chr., † 122 v. Chr.)
B234.5 Dong Zhongshu (* 179 v. Chr., † 104 v. Chr.)
B234.7 Huan Tan (桓谭, † 56)
B234.8 Wang Chong (* 27, † 97)
B234.93 Wang Fu (王符)
B234.94 Xun Yue (荀悦, * 148, † 209)
B234.99 u. a.
B235 Philosophie der Drei Reiche, der Jin-Dynastie, der Südlichen und Nördlichen Dynastien (220 bis 589)
B235.1 He Yan (* 190, † 249)
B235.2 Wang Bi (* 226, † 249)
B235.3 Xi Kang (* 224, † 263)
B235.4 Yang Quan (杨泉)
B235.5 Pei Wei (裴頠)
B235.6 Guo Xiang (郭象, * 252, † 312)
B235.7 Ge Hong (* 284, † 364)
B235.8 Fan Zhen (范缜, * 450, † 510)
B235.9 u. a.
- B3 Philosophie in Asien
- B4 Philosophie in Afrika
- B5 Philosophie in Europa
- B6 Philosophie in Australien
- B7 Philosophie in Amerika
- B8 Kognitionswissenschaft

- B9 Atheismus und Religion

B91 Analyse und Forschung der Religion
B911 Religion und Sozialpolitik
B913 Religion und Wissenschaft
B917 Befreiung vom Aberglauben
B92 Religionstheorie und Überblick
B920 Religionstheorie und -gedanken
B921 Natürliche Theologie, religiöse Theologie
B922 Religiöse Organisation und Bildung
B925 Religiöse Literatur und Kultur
B93 Mythologie und Prähistorische Religion
B94 Buddhismus
B95 Daoismus
B96 Islam
B961 Koran
B963 Lehre, Scharia
B964 Hadith
B965 Zeremonie und Ritus
B966 Denomination
B966.1 Sunniten
B966.2 Schia
B966.3 Neue Denomination der Moderne
B967 Organisation und Moschee
B968 Analyse und Forschung
B969 Geschichte des Islams
B969.9 Biografie
B97 Christentum
B971 Bibel
B971.1 Altes Testament
B971.2 Neues Testament
B972 Lehre und Theologie
B975 Mission, Evangelisierung, Liturgie
B976 Konfession
B976.1 Römisch-katholische Kirche
B976.2 Orthodoxe Kirchen
B976.3 Evangelische Kirche
B977 Organisation der Kirche und Kirchenbau
B978 Analyse und Forschung
B979 Kirchengeschichte
B979.9 Biografie
B98 Andere Religion
B981 Shintō
B982 Brahmanismus, Hinduismus, Jainismus, Sikhismus
B983 Zoroastrismus und persische Religion
B985 Judentum
B986 Griechische und römische Religionen
B987 Voodoo
B989.1 Andere historische Religion
B989.2 Örtliche Religion
B989.3 Neue Religion
B99 Mysterienwissen und Aberglaube
B991 Weltweit
B992 China
B992.1 Yin und Yang, Fünf-Elemente-Lehre
B992.2 Wahrsagen
B992.3 Physiognomie
B992.4 Feng Shui
B992.5 Magie
B993/997 u. a.

### C
Sozialwissenschaften
- C0 Theorie und Methodologie der Sozialwissenschaften

C01 Grundsätze, Richtlinien und Erarbeitungen der Wissenschaftsforschungen
C02 Philosophie der Sozialwissenschaften
C03 Methodologie der Sozialwissenschaften

### H
Sprachen und Schriften
- H0 Sprachwissenschaft

H01 Phonetik
H019 Rezitation und Sprechkunst
H02 Philologie
H03 Semantik, Wortkunde
H033 Redensart
H034 Sinnspruch
H04 Syntax
H05 Schreiblehre und Rhetorik
H059 Übersetzungslehre
H06 Lexikografie
H061 Wörterbuch
- H1 Chinesische Sprachen

H102 Sprachstandardisierung und Verbreitung des Hochchinesisch
H109.2 Altchinesisch
H109.4 Hochchinesisch
H11 Chinesische Sprachlaut (Phonologie)
H12 Chinesische Philologie
H125.4 Ausgaben mit Pinyin
H126 Sonderschrift
H13 Bedeutungslehre, Wortschatz, Wortsinn (Xungu)
H131 Wortschatz des Altchinesisch
H136 Wortschatz des Hochchinesisch
H136.3 Chinesische Sprichwörter
H136.4 Sinnspruch
H139 Etymologie
H14 Grammatik
H141 Grammatik des Altchinesisch
H146 Grammatik des Hochchinesisch
H15 Schreiben und Rhetorik
H151 Stilkunde
H152 Stilistik
H155 Interpunktion (Zeichensetzung)
H159 Übersetzung
H16 Schriftzeichenlexikon, Wörterbuch, Schriftzeichenlexikon des Altchinesisch
H161 Shuowen jiezi
H162 Andere Schriftzeichenlexika des Altchinesisch
H163 Schriftzeichenlexikon
H164 Wörterbuch
H17 Dialekt
H19 Chinesische Lehre
H194 Auszug
H194.1 Auszug des Altchinesisch
H194.3 Auszug des Hochchinesisch
H194.4 Auszug für Grundschule
H194.5 Auszug für Mittelschule
- H2 Sprachen der chinesischen ethnischen Minderheit
- H3 Häufig verwendete Fremdsprachen

H31 Englische Sprache
H310.1 Nicht-Standard-Englisch
H310.4 Einstufungstest Englisch
H310.41 Weltweit
H310.42 China
H311 Sprachlaut
H312 Schrift
H313 Bedeutung, Wortschatz und Wortsinn
H314 Grammatik
H315 Rhetorik für Schreiben
H316 Englisches Wörterbuch
H317 Dialekt
H319 Englischunterricht
H319.4 Englischsprachiger Auszug
H319.6 Übungen und Tests
H319.9 Gespräch
H32 Französische Sprache
H33 Deutsche Sprache
H34 Spanische Sprache
H35 Russische Sprache
H36 Japanische Sprache
H366 Japanisches Wörterbuch
H37 Arabische Sprache
H4 Sinotibetische Sprachen
H5 Altaische Sprachen
H61 Austroasiatische Sprachen
H62 Dravidische Sprachen
H63 Austronesische Sprachen
H64 Nordostasiatische Sprachen
H65 Kaukasische Sprachen
H66 Uralische Sprachen
H67 Afroasiatische Sprachen
- H7 Indogermanische Sprachen

H81 Afrikanische Sprachen
H83 Amerikanische Sprachen
H84 Ozeanische Sprachen
- H9 Welthilfssprache

### J
Kunst
- J0 Theorie der Kunst

J01 Ästhetik der Kunst
J02 Grundprobleme der Kunsttheorie
J03 Künstler
J04 Methodik und Erfahrung der Kunstarbeit
J05 Kritik und Rezeption der Kunst
- J1 Überblick der Kunst

J11 Weltkunst
J12 Chinesische Kunst
J120.9 Chinesische Kunstgeschichte
- J2 Malerei

J2-61 Kunstwörterbuch
J20 Theorie der Malerei
J201 Ästhetik der Malerei
J202 Grundprobleme der Kunsttheorie der Malerei
J203 Maler
J204 Methodik und Erfahrung der Malerei
J205 Kritik und Rezeption der Malerei
J21 Maltechnik
J211 Allgemeine Maltechnik
J212 Technik der chinesischen Malerei
J213 Technik der Ölmalerei
J214 Technik der Zeichnung
J215 Technik der Pastell- und Wachsmalerei
J217 Technik der Grafik
J218 Technik der unterschiedlichen Malereien